# Томашевское сражение
Томашевское сражение или в западной историографии Битва при Комарове (нем. Schlacht von Komarów) — сражение между русской 5-й и австро-венгерской 4-й армиями, проходившее в начальный период Первой мировой войны 26 августа (8 сентября) 1914 — 2 (15) сентября 1914. Часть Галицийской битвы 1914 года. Завершилось победой австро-венгерских войск.  

## Военно-стратегическая ситуация
План действий Юго-Западного фронта предусматривал сосредоточение основных усилий в центре, где 5-й и 3-й армиям предстояло наступать по сходящимся направлениям к Львову. Задачи 4-й и 8-й армий сводились к обеспечению наступления главной группировки с запада и юга. Русское командование намеревалось осуществить грандиозный охватывающий манёвр с целью окружения основных сил австро-венгерской армии. Интересный сам по себе, он не отвечал, однако, обстановке. В своих расчетах штаб фронта исходил из ошибочного предположения относительно рубежа развертывания войск противника. По сравнению с первоначальным решением, которое было известно русским, австрийский генеральный штаб в действительности отодвинул этот рубеж на 100 км к западу и юго-западу. Следовательно, операция не могла привести к окружению главной группировки неприятельских армий, которая оказывалась за флангами намеченного манёвра. Уже в ходе наступления пришлось вносить существенные поправки в принятый план
Австро-венгерское командование предполагало главный удар нанести силами своих 1-й и 4-й армий между Вислой и Бугом в северном направлении, чтобы разгромить 4-ю и 5-ю армии русских у Люблина и Холма, выйти на тылы войск Юго-Западного фронта. Удар должен был обеспечиваться с запада наступлением вдоль левого берега Вислы группы Куммера и корпуса Войрша. Имелось в виду, что одновременно с ударом 1-й и 4-й армий на север германские войска разовьют наступление на Седлец, о чём ещё до войны Конрад имел договоренность с Мольтке. 3-я армия прикрывала район Львова. Группа Кевеса получила задачу отразить возможное наступление русских на Стрый и Станислав. Австро-венгерская армия насчитывала 12 пехотных и 3 кавалерийских дивизии (156 батальонов и 92 эскадрона) при общей численности в 250 тысяч бойцов и 474 или 456 орудий.

## Начало боевых действий
7 (20) августа 1-я австро-венгерская армия генерала Данкля начала наступление с рубежа реки Сан в северо-восточном направлении. В свою очередь командование штаба Юго-Западного фронта, получив сведения о появлении неприятельских разъездов со стороны Таневских лесов, 10 (23) августа направило к юго-западу от Люблина 4-ю армию А. Е. Зальца с задачей разбить обнаруженного противника на участке Закликов, Янов, Фрамполь и затем наступать к Перемышлю. Взаимные передвижения войск сторон привели к ожесточенному встречному сражению, которое разыгралось 10-11 (23-24) августа в районе южнее Красника. 
Австро-венгерское командование, ободренное первыми успехами своих войск под Красником, 11 (24) августа дало 1-й и 4-й армиям директиву о продолжении наступления в северном направлении с целью нанести решительное поражение силам противника, находящимся между Вислой и Холмом. Операция должна была обеспечиваться слева группой Куммера, а справа — группой Иосифа Фердинанда (14-й армейский корпус и 41-я гонведная дивизия), выделенной из состава 3-й армии для усиления 4-й армии. 4-я австро-венгерская армия Ауффенберга к этому же времени сосредоточила значительную часть своих сил в районе между Перемышлем и Ярославом. Некоторые подразделения находились к северу от первого города или к востоку от второго. Перед их фронтом также находились кавалерийские отряды.
Русское командование внимательно следило за ходом событий у Красника. Чтобы исправить положение, 10 (23) августа была отдана директива главнокомандующего Юго-Западного фронта. Она указывала на необходимость оказания помощи 4-й армии путем решительных действий со стороны 5-й армии против неприятельских войск, наступавших на люблинском направлении. В соответствии с этой директивой штаб фронта выработал новый план операции, который был изложен в директиве № 480 от 12 (25) августа. 4-я армия должна была перейти к обороне. 5-й армии ставилась задача, приняв вправо и заходя своим левым крылом, нанести удар во фланг и тыл австро-венгерских войск, атакующих 4-ю армию. Таким образом, осуществление ближайшей цели действий 5-й русской армии — выход во фланг 1-й австрийской армии, атакующей 4-ю русскую армию, — приводило правый фланг 5-й армии к встречному столкновению с австрийскими войсками в районе Замостья и Комарова.
К середине августа 1914 года 5-я армия генерала Плеве заканчивала сосредоточение на фронте Холм — Любомль — Мацюв — Ковель. С обеих флангов район сосредоточения прикрывался несколькими кавалерийскими дивизиями. К вечеру 23 августа (5 сентября) 1914 года 5-я армия насчитывала 144 батальона пехоты и 100 эскадронов (8 пехотных и 2,5 кавалерийских дивизии, 147 тысяч человек), 304 пулемёта и 516 или 456 орудий.

## Ход сражения
12 (25) августа 5-я армия Плеве заняла следующее положение: 25-й корпус в тесном контакте с левым флангом 4-й армии развернулся на высотах у Замостья, центральные корпуса (19-й и 5-й) сосредоточились против Томашова, 17-й корпус прикрывал операцию слева в зависимости от обстановки (западнее или восточнее Буга). 
План Ауффенберга, принятый 12 (25) августа и одобренный высшим командованием, так же, как и план Данкля, был основан на стремлении к двустороннему обходу 5-й армии русских. В первый же день частям 2-го корпуса австро-венгров удалось нанести поражение правофланговому 25-му корпусу 5-й армии, который отступил на Красностав по обоим берегам р. Вепржа. 19-й корпус был потеснен в сторону Комарова. 5-й корпус атаковал во фланг 6-й австро-венгерский корпус, но, действуя изолированно от других корпусов 5-й армии, развить успеха не сумел. 17-й корпус после почти суточного марша на запад занял квартиры, оставленные на рассвете 19-м корпусом. Вечером того же дня на его левом фланге к югу сосредоточивалась оперативная группа Иосифа Фердинанда. 
На следующий день Ауффенберг решил продолжать свой манёвр. Генерал Плеве также готовился к активным действиям, направляя основные усилия для разгрома австро-венгерских войск у Томашова. 19-му корпусу предстояло наступать с севера, а 5-му — с востока. 25-й корпус, обеспечивавший связь между 5-й и 4-й армиями, несмотря на понесённое им накануне поражение и сильно откинутый назад левый фланг, должен был вновь перейти в наступление и овладеть Замостьем. Левофланговый 17-й корпус притягивался ближе к 5-му корпусу. В центре оперативного построения 5-й армии создавалась плотно сосредоточенная группа из трёх корпусов (19-го, 5-го и 17-го), 25-й корпус, удаленный больше чем на один переход, должен был обособленно бороться с противником.
14-15 (27 — 28) августа прошли в ожесточенных атаках с обеих сторон. 25-й корпус русских не смог выполнить свою задачу и продолжал отступление в районе Красностава. 19-й, 5-й и 17-й корпуса отражали натиски австро-венгров. Большая неудача постигла 17-й корпус 15 (28) августа. Внезапным ударом во фланг со стороны группы Иосифа Фердинанда он был оттеснен к северу. 
Поражение 17-го корпуса и отход 25-го корпуса поставили 5-ю армию в тяжёлое положение. Её центр обнажился. Создалась угроза его окружения. Командующий армией неоднократно обращался за содействием к 4-й и 3-й армиям. Эверт, ссылаясь на тяжёлое положение своих войск, упорно отказывался помочь своему соседу. Что касается Рузского, то он намеревался двинуть свои войска на северо-запад только после взятия Львова. Лишь под влиянием категорических требований фронтового командования он только 17 (30) августа направил от Каменки-Струмиловой в район Мосты-Вельки части 21-го корпуса (69-ю пехотную и 11-ю кавалерийскую дивизии)
Плеве отдал на 16 (29) августа приказ всем корпусам энергично наступать с тем, чтобы 25-й корпус мог отобрать Замостье в полдень, а южная группа корпусов под общим командованием Яковлева нанести удар во фланг противника в направлении Томашова.
Боевые действия 16 — 17 (29 — 30) августа не принесли успеха русским. Командование 4-й австро-венгерской армии направило все свои усилия для окружения южной группы корпусов 5-й армии, продолжая на красноставском направлении теснить изолированный 25-й корпус. Наступление 25-го корпуса было отражено австро-венграми. Группа Петра Фердинанда из 2-го корпуса противника (13-я и 25-я дивизии), атаковав 19-й корпус с запада и северо-запада, глубоко охватила его правый фланг и перерезала пути отхода 5-й армии в северном направлении. Группа Иосифа Фердинанда охватывала восточный фланг армии Плеве. Положение усугублялось опасным движением 10-го австро-венгерского корпуса на Красностав, который был занят им 17 (30) августа. Операция 1-й и 4-й армий, казалось, приближалась к успешному концу, а полный разгром трёх русских корпусов (19-го, 5-го и 17-го) становился неизбежным. Поздно вечером, реально оценив обстановку, Плеве отдал приказ об отходе армии в северо-восточном направлении.
Вечером 19 (31) августа 5-я армия под прикрытием 17-го корпуса стала медленно отходить на линию Красностав, Владимир-Волынский. 2 (15) сентября 1914 австро-венгерские войска заняли Комаров. Преследование организовано не было. На следующий день происходили лишь мелкие стычки. В ночь на 21 августа (2 сентября) Плеве оторвал свое последнее прикрытие от неприятеля. Когда войска Иосифа Фердинанда с рассветом намеревались атаковать русских, они нашли их позиции пустыми. На крайнем правом фланге 1-й австро-венгерской армии противнику удалось занять ст. Травники на дороге Люблин, Холм. 25-й корпус русских после короткого столкновения выбил противника из Красностава.. 

## Результаты
Противник не сумел выполнить свой план. Окружения 5-й армии не произошло. Операция, задуманная австро-венгерским командованием на основах сражения под Каннами и в масштабе Седана, превратилась в обычное оттеснение противника, а понесённые жертвы не оправдывались её результатами. 